# Caroline Tillette
Caroline Tillette, née le 16 juillet 1988 à Paris, est une actrice franco-suisse.

## Biographie
Formée en Classe Libre au Cours Florent (Promo XXVI) puis à la LAMDA (London Academy of Music and Dramatic Art), elle décroche son premier rôle au cinéma dans Gainsbourg, vie héroïque réalisé par Joann Sfar puis interprète Albertine Simonet dans le téléfilm À la recherche du temps perdu réalisé par Nina Companeez.
En 2022, en parallèle de sa carrière de comédienne, elle réalise son premier court-métrage, Elisabeth. Le film se déroule en 1943 à la frontière franco-suisse en haute montagne. Elisabeth a notamment obtenu le Prix du public au Festival du cinéma européen de Lille en 2023.

## Filmographie
- Mon Dieu à moi de Lily Mousavi
- 2008 - 2009 : Plus belle la vie (TV) : Pauline Toreille
- 2009 : Gainsbourg (vie héroïque) de Joann Sfar
- 2011 : À la recherche du temps perdu de Nina Companeez (TV) : Albertine Simonet
- 2011 : Bienvenue à bord d'Éric Lavaine : Sonia, la secrétaire de Jérôme Berthelot
- 2012 : Populaire de Régis Roinsard : la vamp
- 2012 : Interview with a Hitman de Perry Bhandal : Bethesda
- 2013 : Poisson-Lune, de Olivier Soyaux : La Mère jeune
- 2014 : Le Général du roi de Nina Companeez
- 2016 : Harcelée de Virginie Wagon : Célia
- 2017 : Killer in Red de Paolo Sorrentino
- 2018 : Les Aventures de Spirou et Fantasio
- 2018 : Silvio et les Autres de Paolo Sorrentino
- 2020 : Police de caractères de Gabriel Aghion (TV)
- 2022 : That Dirty Black Bag